# Los Fresnos, Hidalgo
Los Fresnos är en ort i Mexiko.   Den ligger i kommunen Cardonal och delstaten Hidalgo, i den sydöstra delen av landet, 140 km norr om huvudstaden Mexico City. Los Fresnos ligger 2 214 meter över havet och antalet invånare är 129.
Terrängen runt Los Fresnos är kuperad söderut, men norrut är den bergig. Runt Los Fresnos är det ganska glesbefolkat, med 22 invånare per kvadratkilometer. Närmaste större samhälle är Santa Cruz, 10,4 km väster om Los Fresnos. I omgivningarna runt Los Fresnos växer huvudsakligen savannskog.